# Laura Smet
Laura Smet (Neuilly-sur-Seine, 15 novembre 1983) è un'attrice e cantante francese.

## Biografia
Cresciuta nella banlieue parigina, è figlia del cantante ed attore Johnny Hallyday e dell'attrice Nathalie Baye. Suo padrino è il suo agente artistico, l'attore e produttore Dominique Besnehard. Nel 1986 Jean-Jacques Goldman compone in suo onore la canzone Laura, interpretata da Hallyday. Nel 1999 lascia gli studi per seguire un corso di teatro tenuto da Raymond Acquaviva. Nel 2002 frequenta l'Université d'été du Cinéma Émergence diretta da Élisabeth Depardieu. 
Nel 2003 si afferma nel cinema grazie al ruolo da protagonista in Corpi impazienti di Xavier Giannoli, con un'interpretazione che le vale il Premio Romy Schneider come giovane attrice emergente, l'Étoile d'or de la presse du cinéma français e la candidatura al Premio César per la migliore promessa femminile. Nel 2006 recita in Le passager de l'été, film scritto e diretto da Florence Moncorgé-Gabin, figlia di Jean Gabin.

## Vita privata
Laura Smet dal 2004 al 2007 ha avuto una relazione sentimentale con lo scrittore Frédéric Beigbeder.

## Filmografia parziale

### Cinema
- Corpi impazienti (Les Corps impatients), regia di Xavier Giannoli (2002)
- La donna di Gilles (La Femme de Gilles), regia di Frédéric Fonteyne (2003)
- La damigella d'onore (La Demoiselle d'honneur), regia di Claude Chabrol (2004)
- Le Passager de l'été, regia di Florence Moncorgé-Gabin (2006)
- L'Heure zéro, regia di Pascal Thomas (2007)
- Crosse, regia di Liova Jedlicki (2007)
- UV - Seduzione fatale (UV), regia di Gilles Paquet-Brenner (2007)
- La frontière de l'aube, regia di Philippe Garrel (2008)
- Pauline et François, regia di Renaud Fely (2010)
- Yves Saint Laurent, regia di Jalil Lespert (2014)
- Eden, regia di Mia Hansen-Løve (2014)
- Les Gardiennes, regia di Xavier Beauvois (2017)
- La truffa del secolo (Carbone), regia di Olivier Marchal (2017)

### Televisione
- Sang froid, regia di Sylvie Verheyde (2007) - film TV
- Des gens qui passent (2009) - film TV